# Fannia uptiodactyla
Fannia uptiodactyla är en tvåvingeart som beskrevs av Wang och Xue 1998. Fannia uptiodactyla ingår i släktet Fannia och familjen takdansflugor. Inga underarter finns listade i Catalogue of Life.